# 木下亮
木下 亮（きのした りょう、1931年（昭和6年）2月28日 - ）は、日本の映像監督である。兵庫県神戸市出身。

## 来歴
銀行員であった父親の転勤により、幼少期に日本から大連へと移住した。その後帰国し、1956年、東宝に助監督として入社、森谷司郎、恩地日出夫などが同期。豊田四郎・成瀬巳喜男・川島雄三らの助監督に付く。1964年『男嫌い』で監督に昇進。1967年からはフリーランスとなる。
テレビドラマでは『太陽にほえろ!』(合計57エピソードを監督)、『俺たちは天使だ!』などを監督。沖雅也主演の『俺たちは天使だ!』ではメイン監督として、全20話のうち12話を監督し、ヒット作品とした。

## その他
喜劇作品を特に得意としていた、川島雄三の最後の弟子と言える存在である。川島から大きな影響を受けたことから、喜劇が自らの得意とする分野で、アクションは得意でないとし、『太陽にほえろ!』には、アクションではなく、女性ゲストメインに据えたストーリーを監督するという約束で参加した。しかしその後は、アクションをメイン据えたストーリーも監督することとなった。

## 主な作品

### 映画
- 特急にっぽん (1961、助監督)
- 箱根山 (1962、助監督)
- イチかバチか（1963、助監督)
- 男嫌い (1964)
- 肉体の学校 (1965)
- 飛鳥へ、そしてまだ見ぬ子へ (1982)
- 子象物語 地上に降りた天使 (1986)

### テレビドラマ
- 嫁ゆかば (1969) (1、2話)
- まごころ (1973) (5、9話)
- 太陽にほえろ! (1974-1986) (94、95、102、103、107、108、202、204、254、255、264、265、275、276、279、280、287、288、295、296、301、302、307、308、313、314、319、320、325、326、331、332、339、340、343、344、381、382、388、397、398、451、454、477、478、560、561、604、605、623、624、629、630、644、660、661、713話)
  - 太陽にほえろ！PART2 (1986) (3、4話)
- 俺たちの旅 (1975) (39、40話)
- いろはの"い" (1976-77) (3、4、7、8、13、14、21、22、26、29、30、33、34話)
- 俺たちの朝 (1976) (27、28、44話)
- 俺たちは天使だ! (1979) (1、2、5、6、9、10、13、14、17、18、19、20話)
- この命に愛を! たとえ望まれぬ赤ちゃんでも私は殺せない!! (1980)
- 大捜査線シリーズ 追跡 (1980) (5、6、9、10話)
- ただいま放課後 (1980) (9、10話)
- 俺はおまわり君 (1981) (5、6、12、13話)
- 陽あたり良好! (1982) (1、2、5、6、13、14、17、18話)
- 卒業-GRADUATION- (1985)
- 誇りの報酬 (1985-86) (3、5、11、12、15、16、48、49話)
- ジャングル (1987)
- ハロー!グッバイ (1989)
- 刑事貴族 (1990-91) (2、3、10、11、14、15、17、20、21、36、最終話)
  - 刑事貴族3 (1992) (20、21話)
- 火曜サスペンス劇場
  - 恐怖のエレベーター (1983)
  - 天使の復讐 (1983)
  - 偽りの心中 (1985)
  - 向日葵は知っていた (1985)
  - 逢うときはいつも他人
  - 妹の愛した男 (1988)
  - 疑惑の墓標　教え子が消えた! (1989)
  - 付添婦・三好秀美の興味ある体験 (1989)
  - 妻たちの戦争 (2000)
  - 介護福祉士　哀しい嘘 (2000) (他にも多数)

## 脚註
1. ↑  木下亮「素顔の原節子 昌江叔母へ」『キネマ旬報』2016年2月上旬号、p.24
2. ↑  木下亮「独占手記 わが叔母『原節子』」『新潮45』2016年2月号、p.56
3. 1 2 3  “木下亮 略歴”.   Directors Guild of Japan. 2022年9月10日閲覧。
4. 1 2 3 4 5  “木下亮 略歴”.   映画DB. 2022年9月11日閲覧。
5. 1 2 3 4 5 6 7 8 9 10   俺たちは天使だ! 麻生探偵事務所全事件ファイルⅡ LD BOX Vap Video 解説書 p.1-4
6. ↑  “木下亮”.   Kinenote. 2022年9月11日閲覧。